# Аппельрот, Владимир Германович
Владимир Германович Аппельрот (1865 — 23 августа [4 сентября] 1897, Москва) — российский педагог, филолог. и переводчик Родной брат математика Германа Аппельрота.

## Биография
В 1883 году окончил с золотой медалью 3-ю московскую гимназию. Высшее образование получил на историко-филологическом факультете Московского университета, где затем был приват-доцентом по кафедре теории и истории искусства. Преподавал древние языки в 5-й Московской гимназии Л. И. Поливанова. Одним из его учеников был В. Я. Брюсов, предпринявший под его руководством первые пробы перевода «Энеиды». Друг семьи Аппельротов, А. Белый, вспоминал:

В Демьянове <…> живут Аппельроты, — два брата: Владимир Германович, веселый, рыжебородый филолог, которого любят за лихость, за декламацию и каламбуры. В. Брюсов сердечно его поминает в своих «Дневниках», как прекрасного преподавателя латыни (в гимназии Поливанова); он — скоро умер; а брат его, Герман Германович, математик, ученик отца, будущий профессор, претихий, предобрый, в очках, совсем лысенький, — партнер отца по крокету (против Сыроечковского и Владимира Германовича); эта четверка все лето сражалась в крокет: математики против филологов.— 
Совместно с Андреем Викентьевичем Адольфом издавал журнал «Филологическое Обозрение», в котором поместил ряд статей и рецензий. Кроме того, публиковался в журнале «Гимназия».
В 1896 г. заболел туберкулёзом и через год, в возрасте 33 лет, умер. Похоронен на Ваганьковском кладбище; могила утрачена.
А. Ф. Лосев говорил, что об Аппельроте осталась очень хорошая память среди лингвистов. Аппельрот был болезненный юноша и энтузиастический, преподавал греческий в знаменитой московской 5-й гимназии, славившейся своим высоким уровнем. Его знали как человека, преданного античности; рассказывали, что его уроки были какой-то восторг. У классиков впечатление тоже очень хорошее осталось. 

## Избранная библиография
- переводы (в стихах) трагедий Эсхила «Семь против Фив» (М., 1887), «Прикованный Прометей» (М., 1888) и «Персы» (М., 1888);
- перевод (в стихах) трагедии Еврипида «Гераклиды» (М., 1890);
- «Аристотель. Об искусстве поэзии» (греческий текст с переводом и объяснениями, Москва, 1893);
- «Употребление времен и наклонений в греческом языке» (М., 1889);
- «Краткий синтаксис греческого языка» (М., 1893, 2-е изд.),
- «Этимология греческого языка» (вместе с Н. Сперанским, М., 1893, 2-е изд.);
- «Великие греческие ваятели IV в. до Р. Х. т. I. Пракситель» (М., 1893, магист. диссертация):
- Новые увлечения в области преподавания древних языков // Филологическое обозрение. — Москва, 1896. — Т. X, отд. I. — С. 124—130;
- Древнегреческая религиозная скульптура // Богословский вестник. — Москва, 1896. — Т. 2, № 4. С. 1—23.